# 児玉弥吉
児玉 弥吉（こだま やきち、生没年不詳）は、明治時代の東京の地本問屋。
明治期に日本橋区馬喰町2丁目18番地にて地本問屋を営業している。楊洲周延、豊原国周、歌川国直、楊斎延一の錦絵を出版している。

## 作品
- 楊洲周延 『扶桑高貴鏡』 大判3枚続 錦絵 明治19年（1886年）
- 豊原国周 『皇后宮御製唱歌』 大判2枚続 明治20年（1887年）
- 歌川国直 『波烟南河の夢』
- 楊斎延一 『東京勧業博覧会』 大判3枚続 明治40年（1907年）